# Więzadło przedsionkowe

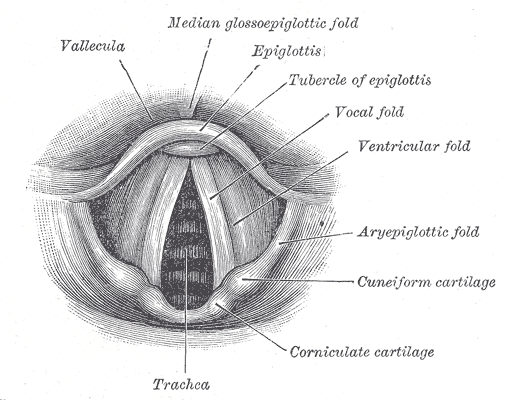
Fałd przedsionkowy, zawierający więzadło przesionkowe, podpisany Ventricular fold.

Więzadło przedsionkowe, więzadło rzekome, więzadło kieszonki krtaniowej (łac. ligamentum vestibulare, ligamentum ventriculare) – w anatomii człowieka więzadło wewnątrz krtani, biegnące od wewnętrznej powierzchni kąta chrząstki tarczowatej (tuż powyżej więzadła głosowego) do brzegu przyśrodkowego dołka trójkątnego chrząstki nalewkowatej. Stanowi pogrubiony brzeg dolny błony czworokątnej i podłoże fałdu przedsionkowego. Więzadła przedsionkowe leżą powyżej i bocznie od więzadeł głosowych.